# Paul Quinn
Paul Quinn (ur. 21 lipca 1985, Wishaw) – szkocki piłkarz występujący na pozycji obrońcy. Wychowanek klubu Motherwell.

## Kariera
Kontrakt zawodowy z Motherwell piłkarz podpisał 12 maja 2002 roku, mając 17 lat. W sezonie 2002/2003 debiutował w barwach tego klubu. Do roku 2009 rozegrał w tym zespole ponad 160 występów ligowych oraz zdobył trzy bramki, był także kapitanem zespołu. 4 lipca 2009 roku przeszedł do Cardiff City. Występował też w zespołach Doncaster Rovers, Ross County, Aberdeen oraz Dundee United.
W Scottish Premier League rozegrał 232 spotkania i zdobył 6 bramek.